# Municipio de St. Anne
El municipio de St. Anne (en inglés: St. Anne Township) es un municipio ubicado en el condado de Kankakee en el estado estadounidense de Illinois. En el año 2010 tenía una población de 2191 habitantes y una densidad poblacional de 27,92 personas por km².

## Geografía
El municipio de St. Anne se encuentra ubicado en las coordenadas 41°2′41″N 87°42′59″O / 41.04472, -87.71639. Según la Oficina del Censo de los Estados Unidos, el municipio tiene una superficie total de 78.48 km², de la cual 78,38 km² corresponden a tierra firme y (0,13 %) 0,1 km² es agua.

## Demografía
Según el censo de 2010, había 2191 personas residiendo en el municipio de St. Anne. La densidad de población era de 27,92 hab./km². De los 2191 habitantes, el municipio de St. Anne estaba compuesto por el 87,31 % blancos, el 2,88 % eran afroamericanos, el 0,23 % eran amerindios, el 0,23 % eran asiáticos, el 7,67 % eran de otras razas y el 1,69 % eran de una mezcla de razas. Del total de la población el 12,87 % eran hispanos o latinos de cualquier raza.